# Týnec nad Sázavou
Týnec nad Sázavou là một thị trấn thuộc huyện Benešov, vùng Středočeský, Cộng hòa Séc.